# Pristimantis siopelus
Pristimantis siopelus är en groddjursart som först beskrevs av Lynch och Patricia A. Burrowes 1990.  Pristimantis siopelus ingår i släktet Pristimantis, och familjen Strabomantidae. IUCN kategoriserar arten globalt som starkt hotad. Inga underarter finns listade i Catalogue of Life.